# Arroteias
Arroteias é um bairro  situado na freguesia de Alhos Vedros, Município da Moita e Distrito de Setúbal. Surgiu num local completamente coberto de pinheiros e mato que, ao ser arroteado, deu o nome à localidade.
Nasceu após o começo da industrialização da zona, sobretudo devido ao crescimento da Companhia União Fabril, no Lavradio, concelho do Barreiro.
O bairro foi crescendo um pouco anarquicamente, com a maior parte das habitações clandestinas, sem as estruturas básicas necessárias, que só pouco a pouco têm vindo a ser implementadas. É formado por habitações baixas, na sua maioria em quintal.
A população é oriunda de vários pontos do país, sobretudo do Alentejo e Beiras. Fixou-se aqui para trabalhar nas indústrias existentes, em busca de melhores condições de vida. Assim, durante muitos anos foi essa a actividade dominante. Actualmente, o panorama tem mudado com a recessão que se tem verificado ao nível dessa atividade.